# C.C. DeVille
Bruce Anthony Johannesson (Nueva York, 14 de mayo de 1962),  más conocido como C.C. DeVille, es un guitarrista estadounidense, reconocido por su trabajo en la agrupación de hard rock estadounidense Poison. La revista Guitar Word lo ubicó en el puesto #34 en la lista de los "100 mejores guitarristas del metal".

## Carrera

### Inicios
Su interés por la música comenzó de niño cuando vio a The Beatles actuar en The Ed Sullivan Show. Comenzó a tocar la guitarra a la edad de cinco años. A medida que su pasión por la música creció, empezó a escuchar a bandas como Led Zeppelin, Black Sabbath, The Rolling Stones, David Bowie, Aerosmith, Van Halen, Cheap Trick, Queen y especialmente Kiss. Su debut como músico se produjo en la banda Lace, donde adoptó la imagen glam que lo caracterizaría a través de los años.

### Poison y Samantha 7
Más tarde participó en una audición para la banda Poison, donde competiría con el guitarrista Slash, ahora miembro de Guns N' Roses, logrando el puesto de guitarrista líder. DeVille fue importante en los primeros años de Poison, escribiendo junto a Bret Michaels la mayoría de las canciones de los discos Look What the Cat Dragged In, Open Up and Say... Ahh!, y Flesh & Blood.
En 1991 fue expulsado de Poison por aparecer drogado en un espectáculo en vivo para MTV. DeVille tuvo una pésima presentación, pues falló reiteradamente, se le desconectó su instrumento y luego tuvo en camerinos una pelea con Michaels. Por ello fue reemplazado por el guitarrista Richie Kotzen.
Luego DeVille formó la agrupación Samantha 7, una banda de muy corta duración compuesta por el guitarrista Ty Longley, el bajista Krys Baratto y el baterista Francis Ruiz. Sin embargo, llegaron a presentarse en Woodstock en 1999. En el 2000 grabaron un disco titulado homónimamente.

### Regreso a Poison

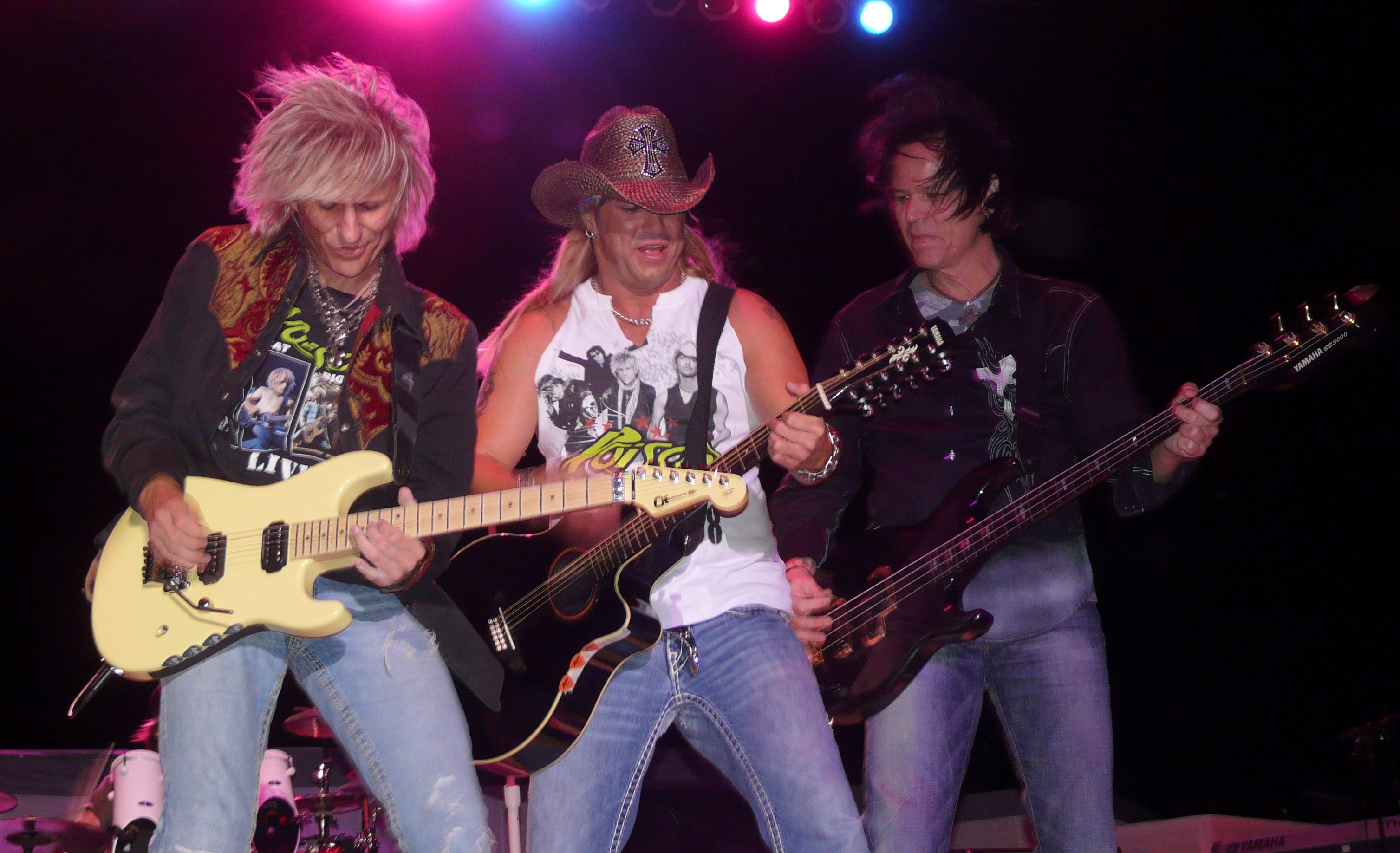
DeVille (izquierda) con sus compañeros de Poison luego de la reunión de músicos originales de la banda

DeVille se contactó con sus excompañeros de Poison en 1996 para realizar una gira de grandes éxitos en 1999. Algunas canciones en vivo fueron grabadas y compiladas en el álbum Power to the People. En la actualidad, DeVille continúa grabando discos y realizando giras con la agrupación.

#### "Unskinny Bop"
La canción "Unskinny Bop" forma parte del repertorio del álbum Flesh & Blood de Poison, que la banda publicó en 1990 y fue lanzada como sencillo el 27 de junio de 1990, logrando mucho éxito en las radios y rankings de todo el mundo. La canción fue escrita por DeVille y aparentemente está inspirada en una aventura con una prostituta que el guitarrista conoció en una de las giras con la banda. El guitarrista ha confesado que la frase "Unskinny Bop" no tiene ningún significado en particular y que fue inventada simplemente con el propósito de que calzaba con la música y era muy pegajosa para ser cantada por el público.
En una entrevista con Cindy Harper en el año 2000, DeVille declaró sobre el título de la canción: "No sé que significa. Cuando estábamos en el estudio, ya me dedicaba a escribir la música, mientras que Bret Michaels solo escribía las letras de las canciones, sin embargo, al ver que no estaba muy conforme con sus escritos le di la idea de usar esa frase sólo porque cabía fonéticamente. Y supongo que "Unskinny Bop" es solo eso... no iba a ser una canción. Eran sólo letras de canciones de relleno para algún disco. Pero después, cuando la tocamos frente al productor Bruce Fairbairn, nos dijo: "Esto es maravilloso. No sé qué es un "Unskinny Bop", pero sea lo que sea, es perfecto".

## Plano personal
En marzo de 2007, DeVille y su novia Shannon Malone se convirtieron en padres con el nacimiento de Vallon Deville Johannesson.
El 24 de octubre de 2005, tras llegar de un viaje de negocios, DeVille se dio cuenta de que varias de sus guitarras habían desaparecido. Tras una rápida inspección, vio que diversos amplificadores clásicos y guitarras de colección habían sido robados. "Estas guitarras no solo representan una pérdida financiera para mí, también es una pérdida para Poison y todos los fanáticos. Muchas de estas piezas se han convertido en iconos y superan por mucho su valor monetario. He perdido a unos grandes amigos en estas guitarras", declaró. Días después, un hombre llamado Giorgio Alessandro Trabucco fue arrestado al momento de querer vender una guitarra Les Paul Jr., propiedad de DeVille, en una sucursal de Guitar Center. Posteriormente, al registrar la casa de Trabucco, se encontró parte del equipo robado.
El músico atribuyó la conclusión del caso al apoyo de sus fieles fanáticos: "Ellos iniciaron una búsqueda y cada vez que encontraban una guitarra, nos hacían saber discretamente cuál era y dónde se encontraba. Incluso tuvimos algunos fanáticos que pusieron su propio dinero para evitar que alguna de estas piezas fuera vendida. Sus deseos, oraciones y esfuerzos en esto fueron increíbles. Después del difícil año que tuve en el 2015, su apoyo me dio la confianza y esperanza para un mejor 2016.

## Discografía

### Poison
- 1986 - Look What the Cat Dragged In
- 1988 - Open Up and Say... Ahh!
- 1990 - Flesh & Blood
- 1991 - Swallow This Live
- 1996 - Poison's Greatest Hits: 1986–1996
- 2000 - Crack a Smile... and More!
- 2000 - Power to the People
- 2002 - Hollyweird
- 2003 - Best of Ballads & Blues
- 2006 - The Best of Poison: 20 Years of Rock
- 2007 - Poison'd

### Warrant
- 1990 - Cherry Pie

### Sam Kinison
- 1990 - Have You Seen Me Lately?
- 1990 - Leader of the Banned

### Bret Michaels
- 1998 - A Letter from Death Row
- 2003 - Songs of Life

### Samantha 7
- 2000 - Samantha 7

### Motörhead
- 2007 - Kiss of Death